# Ricardo Rodríguez Marengo
Ricardo José Rodríguez Marengo (Buenos Aires, Argentina, 10 de mayo de 1998) es un futbolista argentino nacionalizado chileno. Jugaba de delantero en Universidad Católica de la Primera División de Chile.

## Bíografia
Nació en Buenos Aires, Argentina. A la edad de 8 años, por motivos laborales de su padre, su familia decide emigrar a Santiago de Chile.

## Trayectoria
Debutó oficialmente por la Universidad Católica el 17 de diciembre de 2015 en el duelo de ida ante Palestino por la final de la Liguilla Pre-Sudamericana reemplazando en el minuto 82 a Francisco Sierralta.
El primer semestre del año 2016 es inscrito en el primer equipo para enfrentar el Torneo Clausura 2016 sin sumar minutos. El segundo semestre del año 2016 no es tomado en cuenta por el entrenador Mario Salas y retorna a su categoría respectiva en las divisiones inferiores del club.

## Selección nacional
Ha sido internacional con la Selección de fútbol sub-17 de Argentina. Participó en la Copa Mundial de Chile 2015.

### Participaciones en Copas del Mundo
| Mundial                | Sede  | Resultado    | Partidos | Goles |
| ---------------------- | ----- | ------------ | -------- | ----- |
| Mundial Sub-17 de 2015 | Chile | Primera fase | 2        | 0     |

## Clubes
| Club                 | País  | Año       |
| -------------------- | ----- | --------- |
| Universidad Católica | Chile | 2015-2016 |

## Palmarés

### Campeonatos nacionales
| Título           | Club                 | País  | Año    |
| ---------------- | -------------------- | ----- | ------ |
| Primera División | Universidad Católica | Chile | 2016-C |